# Andreas Lubitz
Andreas Lubitz (18. prosince 1987 – 24. března 2015, Francie) byl německý civilní pilot firmy Germanwings, dceřiné společnosti aerolinek Lufthansa. V závěru života bydlel v Montabauru. Byl kopilotem tragického letu Germanwings 9525, jenž se 24. března 2015 zřítil ve Francouzských Alpách v katastru města Digne-les-Bains. Podle předběžných informací z vyšetřování nehody řídil letadlo v době havárie, kdy se kapitán nemohl dostat zpět do kokpitu, a měl aktivní podíl na jeho zřícení. Kromě kopilota v troskách zahynulo 149 dalších lidí.